# Distrikt Nyagatare
Der Distrikt Nyagatare (Kinyarwanda Akarere ka Nyagatare) ist einer von sieben Distrikten in der Ostprovinz von Ruanda.

## Geographie

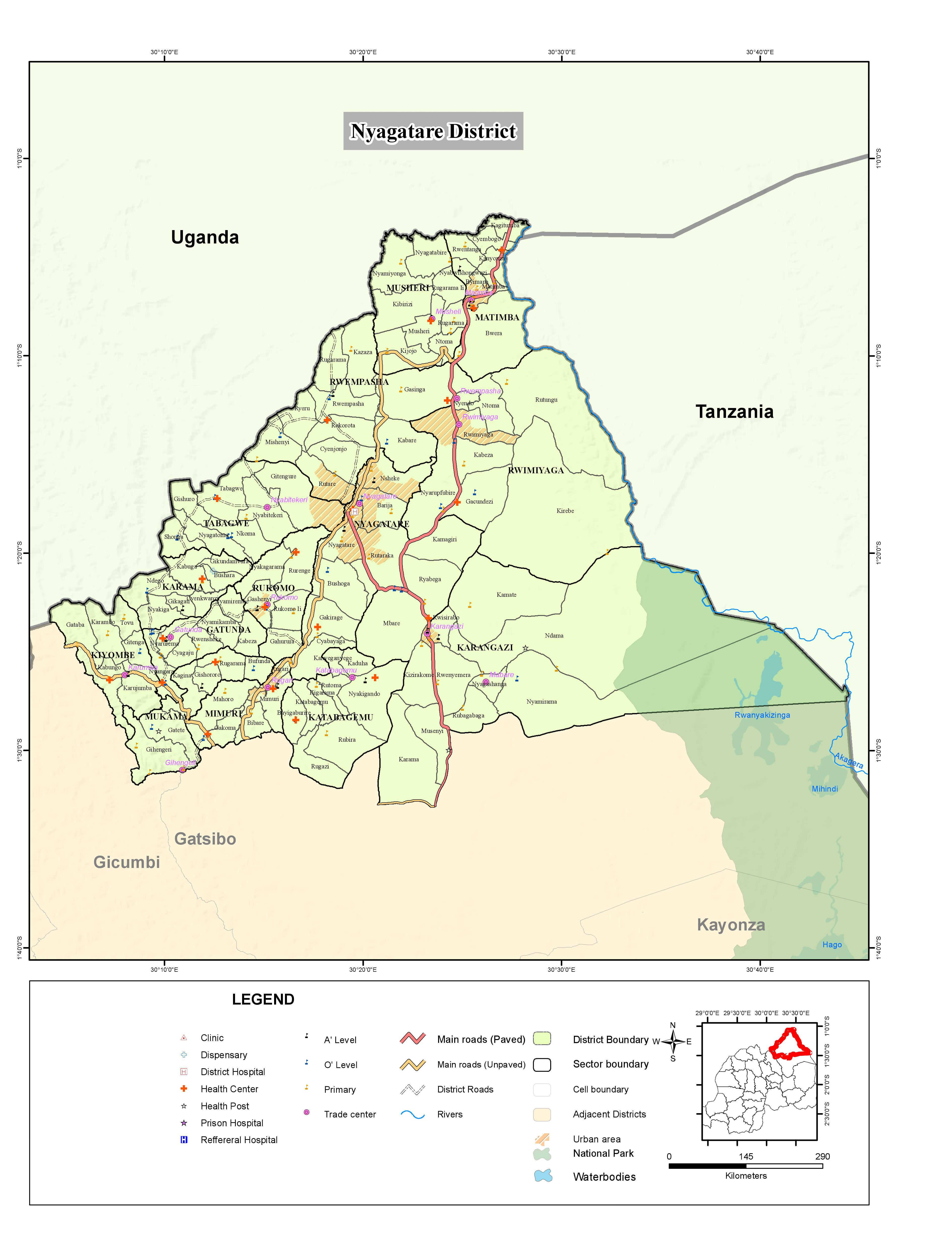
Karte des Distrikts

### Lage und Verwaltungseinheiten
Nyagatare liegt im Nordosten Ruandas und grenzt an Tansania und Uganda. Innerhalb Ruandas grenzt er zudem im Süden an den Distrikt Gatsibo und im Westen an den Distrikt Gicumbi. Mit eine Fläche von 1919 km² ist Nyagatare der größte Distrikt Ruandas. Er unterteilt sich in 14 Sektoren, 106 Zellen und 628 Dörfer. Die Sektoren sind Gatunda, Kiyombe, Karama, Karangazi, Katabagemu, Matimba, Mimuri, Mukama, Musheri, Nyagatare, Rukomo, Rwempasha, Rwimiyaga und Tabagwe. Der Verwaltungssitz befindet sich in der Stadt Nyagatare. Eine weitere Stadt im Distrikt ist Rwimiyaga im gleichnamigen Sektor.
Entlang der Grenze zu Tansania fließt der Kagera-Nil. Im Osten des Distrikts befindet sich zudem der nördlichste Teil des Akagera-Nationalparks, in dem unter anderem der Großteil des Rwanyakazinga-Sees liegt.

### Klima
|                       | Jan  | Feb  | Mär   | Apr   | Mai   | Jun  | Jul  | Aug  | Sep  | Okt   | Nov   | Dez  |   |       |
| Mittl. Tagesmax. (°C) | 27,9 | 28,1 | 27,0  | 26,7  | 26,1  | 27,0 | 27,5 | 28,1 | 28,3 | 26,9  | 26,8  | 28,0 | ⌀ | 27,4  |
| Mittl. Tagesmin. (°C) | 14,8 | 15,2 | 15,2  | 15,8  | 15,2  | 13,9 | 13,5 | 14,8 | 15,7 | 15,8  | 15,6  | 15,1 | ⌀ | 15    |
|                       |      |      |       |       |       |      |      |      |      |       |       |      |   |       |
| Niederschlag (mm)     | 42,2 | 52,3 | 114,7 | 101,2 | 139,0 | 27,3 | 5,5  | 21,6 | 72,1 | 108,9 | 100,0 | 71,5 | Σ | 856,3 |

| 14,8 |

| 15,2 |

| 15,2 |

| 15,8 |

| 15,2 |

| 13,9 |

| 13,5 |

| 14,8 |

| 15,7 |

| 15,8 |

| 15,6 |

| 15,1 |

| 14,8 |

| 15,2 |

| 15,2 |

| 15,8 |

| 15,2 |

| 13,9 |

| 13,5 |

| 14,8 |

| 15,7 |

| 15,8 |

| 15,6 |

| 15,1 |

Aufgrund der Nähe zum Äquator variieren die Temperaturen über das Jahr hinweg kaum. Die Monatsdurchschnittstemperatur liegt bei etwa 27 °C und ist damit höher als im Hochland im Westen Ruandas. Es gibt zwei Regenzeiten, die etwa von März bis Mai und September bis Dezember dauern. Der Gesamtniederschlag im Osten Ruandas und somit auch im Distrikt Nyagatare ist im Vergleich zum Zentrum und Westen des Landes, welche Gesamtniederschläge von 1000 bis 1700 mm aufweisen, niedriger (semi-arid), da sich die Region im Regenschatten des westlichen Hochlandes befindet.

## Bevölkerung

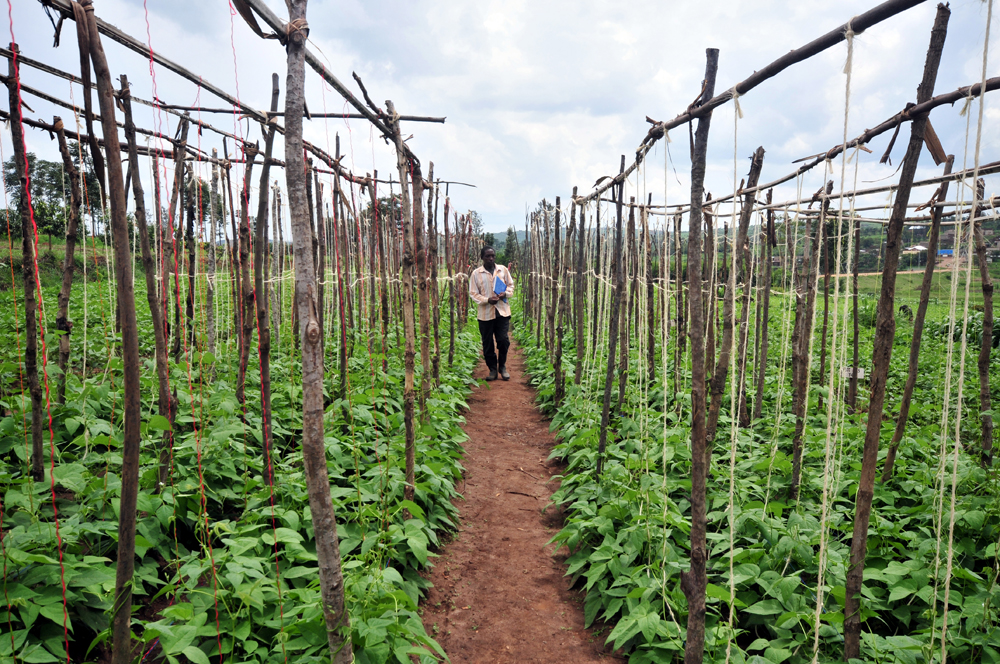
Bohnenfeld in Nyagatare

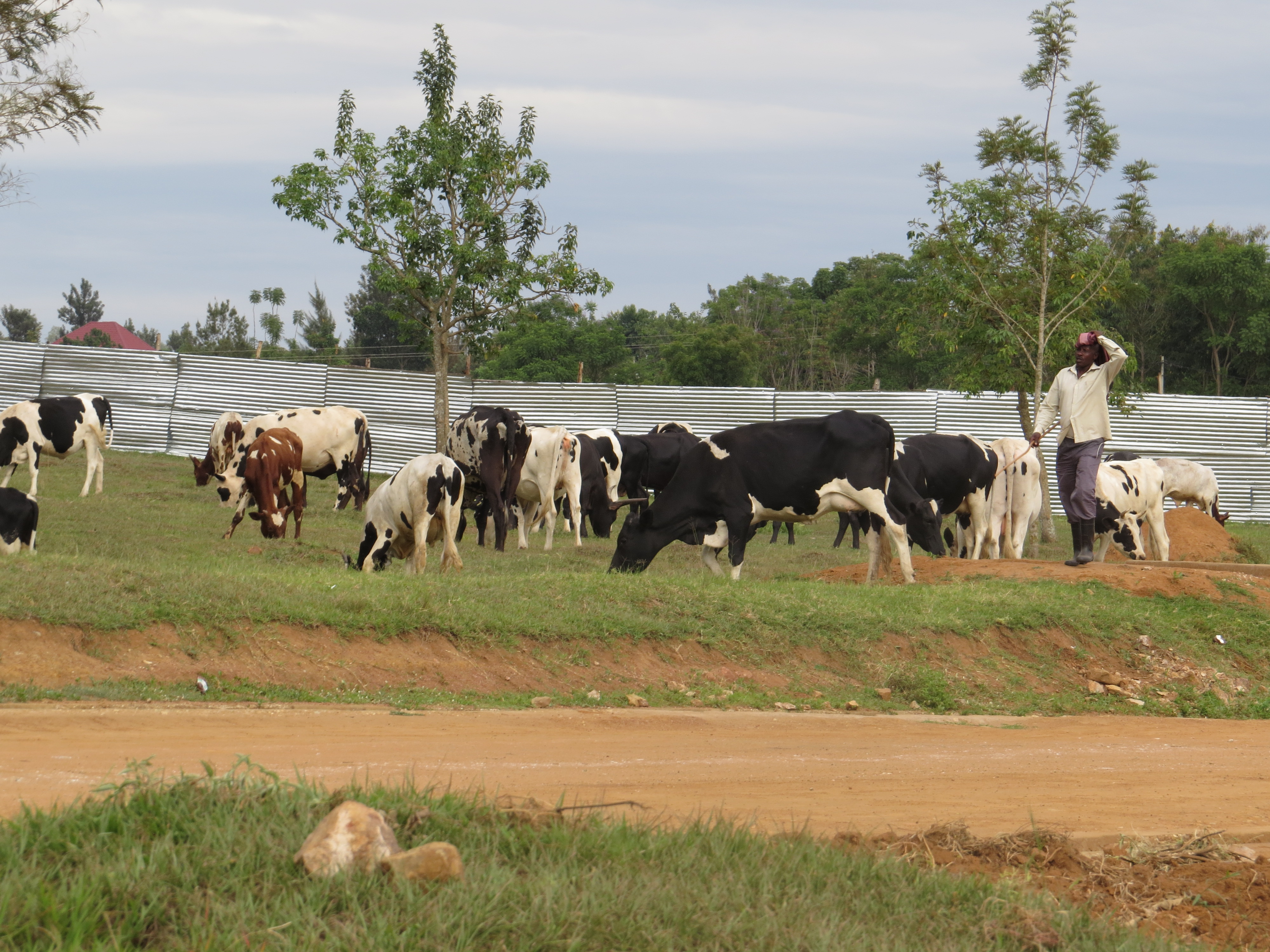
Eine Herde Milchkühe im Distrikt

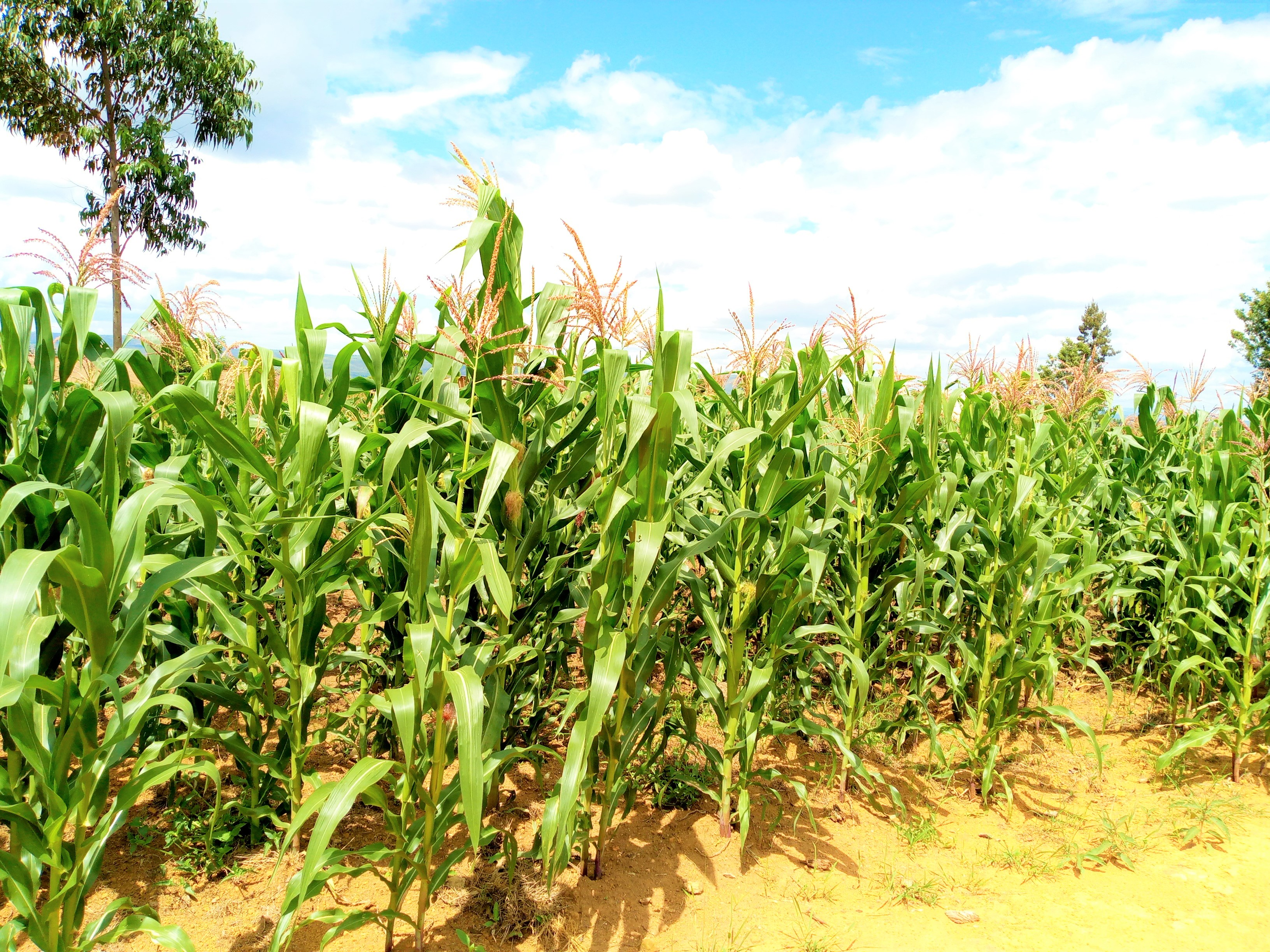
Maisfeld im Distrikt

Stand 2022 betrug die Einwohnerzahl 653.861. Der Bevölkerungstrend ist zunehmend.
|          |            | Zellen | Fläche [km²] | 2002    | 2012    | 2022    |
| -------- | ---------- | --- | ------------ | ------- | ------- | ------- |
| Distrikt | Nyagatare  | | 1.922        | 255.104 | 465.855 | 653.861 |
| Sektor   | Gatunda    | Cyagaju, Kabeza, Nyamikamba, Nyamirembe, Nyangara, Nyarurema, Rwensheke                                      | 52,12        |         | 27.776  | 35.310  |
| Sektor   | Karama     | Bushara, Cyenkwanzi, Gikagati, Gikundamvura, Kabuga, Ndego, Nyakiga                                          | 53,75        |         | 26.994  | 32.949  |
| Sektor   | Karangazi  | Kamate, Karama, Kizirakome, Mbare, Musenyi, Ndama, Nyagashanga, Nyamirama, Rubagabaga, Rwenyemera, Rwisirabo | 550,3        |         | 57.444  | 96.915  |
| Sektor   | Katabagemu | Bayigaburire, Kaduha, Kanyeganyege, Katabagemu, Kigarama, Nyakigando, Rubira, Rugazi, Rutoma                 | 98,03        |         | 34.033  | 43.719  |
| Sektor   | Kiyombe    | Gataba, Gitenga, Kabungo, Karambo, Karujumba, Tovu                                                           | 69,20        |         | 17.152  | 18.801  |
| Sektor   | Matimba    | Bwera, Byimana, Cyembogo, Kagitumba, Kanyonza, Matimba, Nyabwishongwezi, Rwentanga                           | 79,29        |         | 23.704  | 28.487  |
| Sektor   | Mimuri     | Bibare, Gakoma, Mahoro, Mimuri, Rugari                                                                       | 47,73        |         | 27.211  | 34.373  |
| Sektor   | Mukama     | Bufunda, Gatete, Gihengeri, Gishororo, Kagina, Rugarama                                                      | 64,32        |         | 21.679  | 25.659  |
| Sektor   | Musheri    | Kibirizi, Kijojo, Musheri, Ntoma, Nyagatabire, Nyamiyonga, Rugarama, Rugarama II                             | 96,41        |         | 32.204  | 37.343  |
| Sektor   | Nyagatare  | Bushoga, Cyabayaga, Gakirage, Nyagatare, Rutaraka                                                            | 164,6        |         | 52.107  | 81.915  |
| Sektor   | Rukomo     | Gahurura, Gashenyi, Nyakagarama, Rukomo II, Rurenge                                                          | 58,46        |         | 34.218  | 43.650  |
| Sektor   | Rwempasha  | Cyenjonjo, Gasinga, Kabare, Kazaza, Mishenyi, Rugarama, Rukorota, Rutare, Rwempasha, Ryeru                   | 168,4        |         | 20.512  | 38.592  |
| Sektor   | Rwimiyaga  | Gacundezi, Kabeza, Kirebe, Ntoma, Nyarupfubire, Nyendo, Rutungu, Rwimiyaga                                   | 308,9        |         | 57.527  | 82.620  |
| Sektor   | Tabagwe    | Gishuro, Gitengure, Nkoma, Nyabitekeri, Nyagatoma, Shonga, Tabagwe                                           | 106,6        |         | 33.294  | 53.528  |

## Politik
Regierungschef ist Stephen Gasana.

## Wirtschaft
Im Distrikt Nyagatare wird auf einer Fläche von über 92.300 Hektar Landwirtschaft, insbesondere Milchproduktion, betrieben. Die täglich produzierte Menge an Milch liegt bei über 75.000 Litern und die jährliche bei über 20 Millionen Litern. Die lokal produzierte Milch wird in ganz Ruanda vertrieben und teilweise auch in Fabriken im Distrikt zu Milchpulver weiterverarbeitet. Zudem wurde eine Maisverarbeitungsfabrik mit einer täglichen Verarbeitungskapazität von rund 30 Tonnen gebaut. Stand 2021 machte der Distrikt etwa ein Viertel der gesamten Maisproduktion in Ruanda aus.

## Verkehr
Durch den Distrikt Nyagatare verlaufen die asphaltierten Nationalstraßen 19 und 24 sowie im Westen des Distrikts die Stand 2022 nur teilweise asphaltierte Nationalstraße 22. Letztere führt zum Kazinga-Grenzübergang nach Uganda, während die Nationalstraße 24 am Kagitumba-Grenzübergang ganz im Nordosten des Distrikts und Ruandas endet.